# Nocticola gerlachi
Nocticola gerlachi (лат.) — вид насекомых из семейства Nocticolidae отряда таракановых.

## История изучения
Были собраны только самцы. Самки не обнаружены. Видовое название дано в честь доктора Джастина Герлаха (Justin Gerlach), который и открыл данный вид, а также направил собранный им материал Луису М. Роту (Louis M. Roth), на его основе научно описавшему таксон.

## Распространение
Обнаружены на Сейшельских островах, архипелаге, лежащем у побережья Африки.

## Описание
Коричневые тараканы с «беловатыми» ногами.

## Охранный статус
МСОП присвоил виду охранный статус EN.